# Irina Nikułczina
Irina Kostadinowa Nikułczina (bułg. Ирина Костадинова Никулчина, ur. 8 grudnia 1974 w Razłogu) – bułgarska biathlonistka, brązowa medalistka olimpijska.

## Kariera
Początkowo uprawiała biegi narciarskie. W 1993 roku wystąpiła na mistrzostwach świata juniorów w Breitenwang, gdzie zajęła 73. miejsce w biegu na 5 km techniką klasyczną i 27. miejsce w biegu na 15 km stylem dowolnym. Podczas rozgrywanych rok później mistrzostw świata juniorów w Breitenwang zajmowała odpowiednio 25. i 44. miejsce. W Pucharze Świata w biegach narciarskich zadebiutowała 2 marca 1990 roku w Lahti, gdzie zajęła 77. miejsce w biegu na 5 km stylem dowolnym. Jeszcze kilkanaście razy wystąpiła w zawodach tego cyklu, jednak nigdy nie zdobyła punktów.
W 1993 roku wystartowała na mistrzostwach świata w Falun, zajmując między innymi 49. miejsce w biegu łączonym. Na rozgrywanych rok później igrzyskach olimpijskich w Lillehammer jej najlepszym wynikiem było 38. miejsce na dystansie 30 km klasykiem. Brała też udział w igrzyskach w Nagano w 1998 roku, gdzie najwyższą lokatę wywalczyła w biegu na 30 km stylem dowolnym, który ukończyła na 28. miejscu.
Od 1999 roku startowała w biathlonie. W Pucharze Świata zadebiutowała 11 grudnia 1998 roku w Hochfilzen, zajmując 76. miejsce w sprincie. Pierwsze punkty wywalczyła 22 stycznia 1999 roku w Anterselvie, gdzie zajęła 29. miejsce w tej samej konkurencji. Pierwszy raz na podium zawodów pucharowych stanęła 18 grudnia 1999 roku w Pokljuce, kończąc rywalizację w sprincie na trzeciej pozycji. W zawodach tych wyprzedziły ją tylko Norweżka Gro Marit Istad-Kristiansen i Ołena Petrowa z Ukrainy. W kolejnych startach jeszcze dwa razy stanęła na podium: 19 stycznia 2002 roku w Ruhpolding była trzecia w sprincie, a 16 lutego 2002 roku w Salt Lake City zajęła trzecie miejsce w biegu pościgowym. Najlepsze wyniki osiągnęła w sezonie 1999/2000, kiedy zajęła 14. miejsce w klasyfikacji generalnej.
Największy sukces w karierze osiągnęła podczas igrzysk olimpijskich w Salt Lake City w 2002 roku, zdobywając brązowy medal w biegu pościgowym. Wyprzedziły ją jedynie Rosjanka Olga Pylowa i Niemka Kati Wilhelm. Zajęła ponadto 43. miejsce w biegu indywidualnym, jedenaste w sprincie i czwarte w sztafecie. Brała również udział w rozgrywanych cztery lata później igrzyskach w Turynie, zajmując między innymi 28. miejsce w biegu indywidualnym i ósme w sztafecie.

## Osiągnięcia w biathlonie

### Igrzyska olimpijskie
| Rok  | Miejscowość    | Konkurencje | Konkurencje | Konkurencje | Konkurencje | Konkurencje | Konkurencje | Konkurencje |
| Rok  | Miejscowość    | IN          | SP          | PU          | MS          | RL          | MR          | SR          |
| ---- | -------------- | ----------- | ----------- | ----------- | ----------- | ----------- | ----------- | ----------- |
| 2002 | Salt Lake City | 43.         | 11.         | 3.          | nd.         | 4.          | nd.         | –           |
| 2006 | Turyn          | 28.         | 36.         | 30.         | –           | 8.          | nd.         | –           |

### Mistrzostwa świata
| Rok  | Miejscowość      | Konkurencje | Konkurencje | Konkurencje | Konkurencje | Konkurencje | Konkurencje | Konkurencje |
| Rok  | Miejscowość      | IN          | SP          | PU          | MS          | RL          | MR          | SR          |
| ---- | ---------------- | ----------- | ----------- | ----------- | ----------- | ----------- | ----------- | ----------- |
| 1999 | Oslo/Kontiolahti | 44.         | 22.         | 24.         | –           | 9.          | nd.         | –           |
| 2000 | Oslo             | 17.         | 10.         | 33.         | 6.          | 6.          | nd.         | –           |
| 2001 | Pokljuka         | 46.         | 43.         | 44.         | –           | 6.          | nd.         | –           |
| 2002 | Oslo             | nd.         | nd.         | nd.         | 26.         | nd.         | nd.         | –           |
| 2003 | Chanty-Mansyjsk  | 56.         | 22.         | 17.         | –           | 7.          | nd.         | –           |
| 2004 | Oberhof          | –           | 6.          | 9.          | 19.         | 6.          | nd.         | –           |
| 2006 | Pokljuka         | nd.         | nd.         | nd.         | nd.         | nd.         | 20.         | –           |
| 2007 | Anterselva       | 71.         | 75.         | –           | –           | 16.         | 18.         | –           |

### Puchar Świata
| Sezon     | Miejsce |
| --------- | ------- |
| 1998/1999 | 63.     |
| 1999/2000 | 14.     |
| 2000/2001 | 42.     |
| 2001/2002 | 18.     |
| 2002/2003 | 27.     |
| 2003/2004 | 21.     |
| 2005/2006 | 39.     |
| 2006/2007 | 40.     |

#### Miejsca na podium chronologicznie
| Lp. | Dzień       | Rok  | Miejscowość    | Konkurencja             | Lokata | Pudła   | Czas biegu | Strata | Zwycięzca                   |
| --- | ----------- | ---- | -------------- | ----------------------- | ------ | ------- | ---------- | ------ | --------------------------- |
| 1.  | 18 grudnia  | 1999 | Pokljuka       | Sprint na 7,5 km        | 3.     | 0+0     | 22:27,0    | +50,0  | Gro Marit Istad-Kristiansen |
| 2.  | 19 stycznia | 2002 | Ruhpolding     | Sprint na 7,5 km        | 3.     | 0+1     | 22:52,5    | +47,4  | Liv Grete Poirée            |
| 3.  | 16 lutego   | 2002 | Salt Lake City | Bieg pościgowy na 10 km | 3.     | 0+0+0+2 | 31:07,7    | +8,1   | Olga Pylowa                 |

## Osiągnięcia w biegach

### Igrzyska olimpijskie
| Miejsce | Dzień     | Rok  | Miejscowość | Konkurencja             | Czas biegu | Strata   | Zwyciężczyni     |
| ------- | --------- | ---- | ----------- | ----------------------- | ---------- | -------- | ---------------- |
| 44.     | 13 lutego | 1994 | Lillehammer | 15 km stylem dowolnym   | 39:44,5    | +7:19,0  | Manuela Di Centa |
| 57.     | 15 lutego | 1994 | Lillehammer | 5 km stylem klasycznym  | 14:08,8    | +2:38,8  | Lubow Jegorowa   |
| 43.     | 17 lutego | 1994 | Lillehammer | 5+10 km pościgowy       | 41:38,9    | +6:08,3  | Lubow Jegorowa   |
| 38.     | 24 lutego | 1994 | Lillehammer | 30 km stylem klasycznym | 1:25:41,6  | +10:24,7 | Manuela Di Centa |
| 63.     | 8 lutego  | 1998 | Nagano      | 15 km stylem klasycznym | 46:55,4    | +10:11,8 | Olga Daniłowa    |
| 70.     | 10 lutego | 1998 | Nagano      | 5 km stylem klasycznym  | 17:37,9    | +3:14,7  | Łarisa Łazutina  |
| 53.     | 12 lutego | 1998 | Nagano      | 5+10 km łączony         | 46:06,9    | +5:43,6  | Łarisa Łazutina  |
| 28.     | 20 lutego | 1998 | Nagano      | 30 km stylem dowolnym   | 1:22:01,5  | +9:03,2  | Julija Czepałowa |

### Mistrzostwa świata
| Miejsce | Dzień     | Rok  | Miejscowość | Konkurencja             | Czas biegu | Strata  | Zwyciężczyni      |
| ------- | --------- | ---- | ----------- | ----------------------- | ---------- | ------- | ----------------- |
| 57.     | 19 lutego | 1993 | Falun       | 15 km stylem klasycznym | 44:49,0    | +8:18,4 | Jelena Välbe      |
| 59.     | 21 lutego | 1993 | Falun       | 5 km stylem klasycznym  | 14:07,6    | +1:45,9 | Łarisa Łazutina   |
| 49.     | 23 lutego | 1993 | Falun       | 5+10 km pościgowy       | 40:19,0    | +4:42,1 | Stefania Belmondo |

### Mistrzostwa świata juniorów
| Miejsce | Dzień       | Rok  | Miejscowość | Konkurs                | Czas biegu | Strata  | Zwyciężczyni        |
| ------- | ----------- | ---- | ----------- | ---------------------- | ---------- | ------- | ------------------- |
| 73.     | 2 marca     | 1993 | Harrachov   | 5 km stylem klasycznym | 16:39,1    | +3:24,0 | Kateřina Neumannová |
| 27.     | 6 marca     | 1993 | Harrachov   | 15 km stylem dowolnym  | 43:00,6    | +3:28,7 | Irina Składniewa    |
| 25.     | 26 stycznia | 1994 | Breitenwang | 5 km stylem klasycznym | 16:20,2    | +1:00,1 | Irina Składniewa    |
| 44.     | 30 stycznia | 1994 | Breitenwang | 15 km stylem dowolnym  | 41:53,5    | +5:51,7 | Julija Czepałowa    |

### Puchar Świata

#### Miejsca w klasyfikacji generalnej
- sezon 1989/1990: -
- sezon 1992/1993: -
- sezon 1993/1994: -
- sezon 1997/1998: -

#### Miejsca na podium
Nikułczina nigdy nie stała na podium indywidualnych zawodów Pucharu Świata.